# Gerrit Rotman
Gerrit Theodoor Rotman (Groningen, 30 januari 1893 – Den Haag, 23 oktober 1944) was een Nederlands striptekenaar. Rotman wordt gerekend tot de pioniers van de Nederlandse strip.

## Levensloop
Rotman werd in Groningen geboren. Nadat zijn ouders scheidden, ging hij bij zijn moeder in Vlaardingen wonen. Vanwege zijn interesse voor tekenen, volgde hij later les aan de Rotterdamse Academie en de Haagse Academie van Beeldende Kunsten. Uit geldgebrek stapte hij echter over naar de normaalschool. Van 1914 tot 1921 werkte Rotman als onderwijzer. Eerst werkte hij als onderwijzer in Middelharnis en daarna werkte hij als schoolhoofd in Nieuwe Tonge. Vervolgens werkte hij nog in een particuliere school in het Rotterdamse Kralingen. Op aanraden van de Nederlandse illustrator Johan Braakensiek werd hij hierna voltijds tekenaar.
Hij debuteerde in 1924 in het Rotterdamse dagblad Voorwaarts. Hier tekende hij de strip Snuffelgraag en Knagelijntje op scenario van Arie Pleysier, een journalist van Voorwaarts. Deze strip had twee muizen in de hoofdrol. In 1927 merkte Rotman dat Voorwaarts zijn strip Snuffelgraag en Knagelijntje aan andere kranten had verkocht zonder hem daarover te informeren en daarvoor te vergoeden. Hierop vertrok Rotman naar de Christelijke Nationale Dagbladen of Het Kwartet. Snuffelgraag en Knagelijntje bleef bij Voorwaarts, waar Albert Funke Küpper de strip tot 1928 tekende.
Voor Het Kwartet tekende hij een veertigtal strips waaronder Mijnheer Pimpelmans en Piepneus en Bibbersnoet. Die laatste strip had opnieuw twee muizen in de hoofdrol. Veel strips van zijn hand verschenen ook in boekvorm. In 1933 verhuisde hij naar Den Haag. Tijdens de Tweede Wereldoorlog stopte hij met tekenen (omdat hij weigerde lid te worden van de Kultuurkamer). In de laatste jaren van zijn leven was hij nog leraar op een mulo-school in Den Haag. In 1944 overleed hij aan een hersenbloeding.

## Overzicht werken

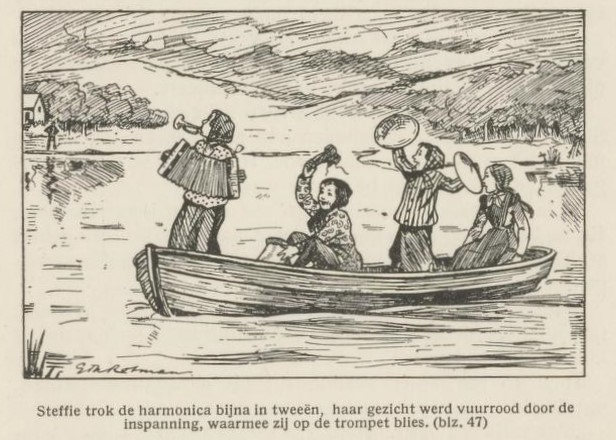
Steffy's dolle bakvischjaren

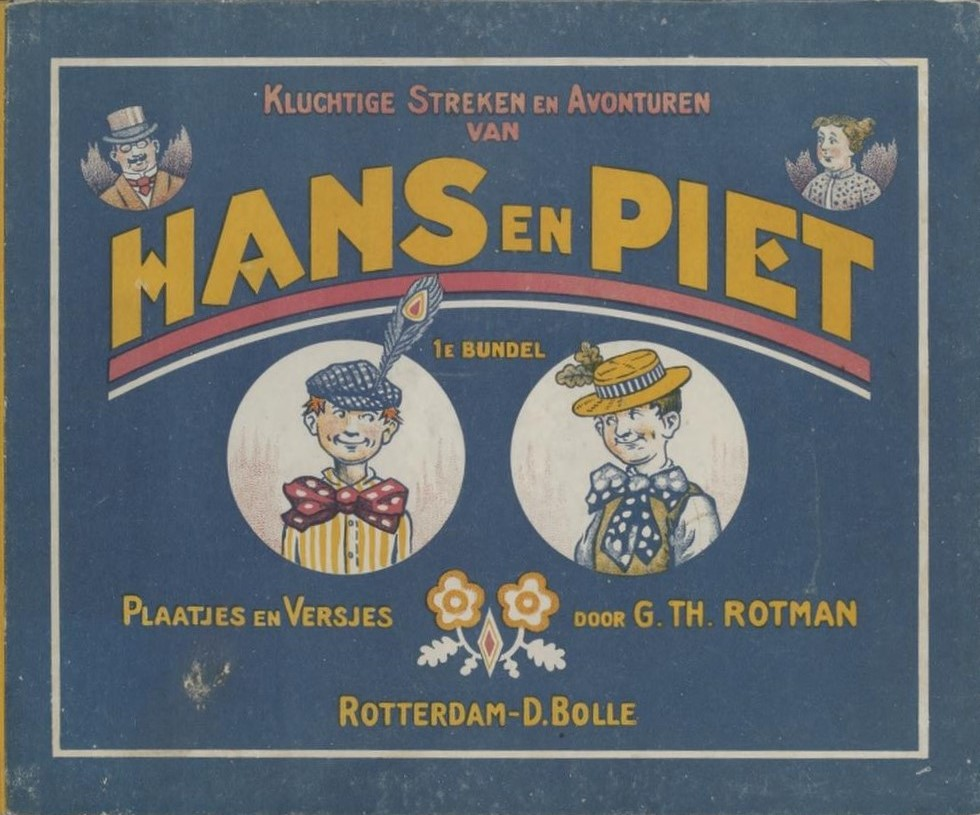
Hans en Piet

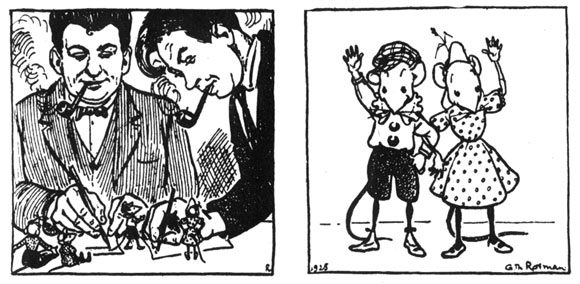
Snuffelgraag en Knagelijntje

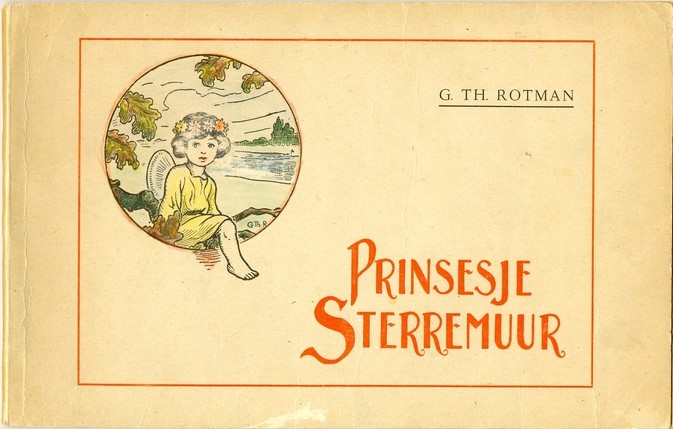
Prinsesje Sterremuur

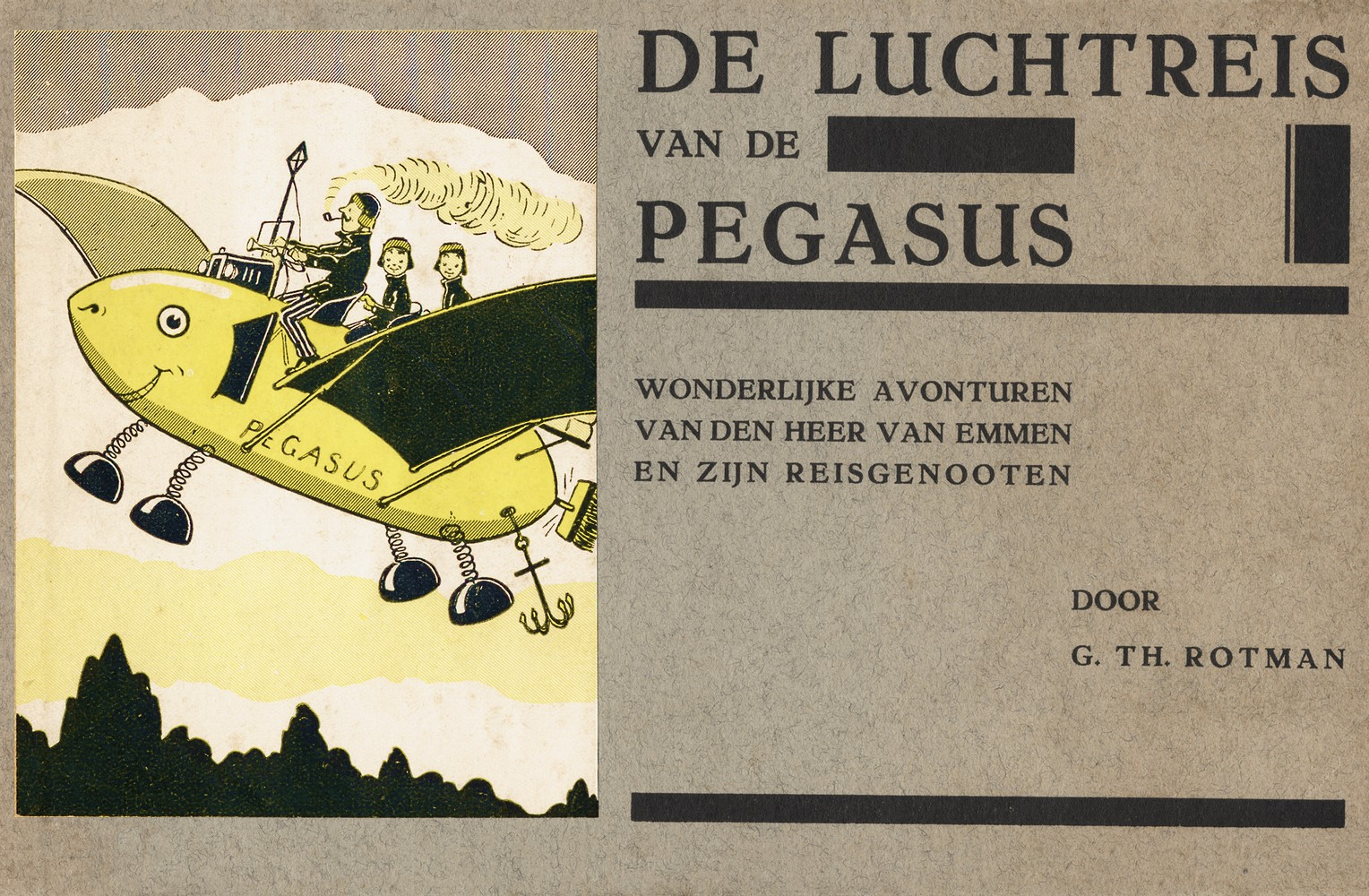
De luchtreis van de Pegasus

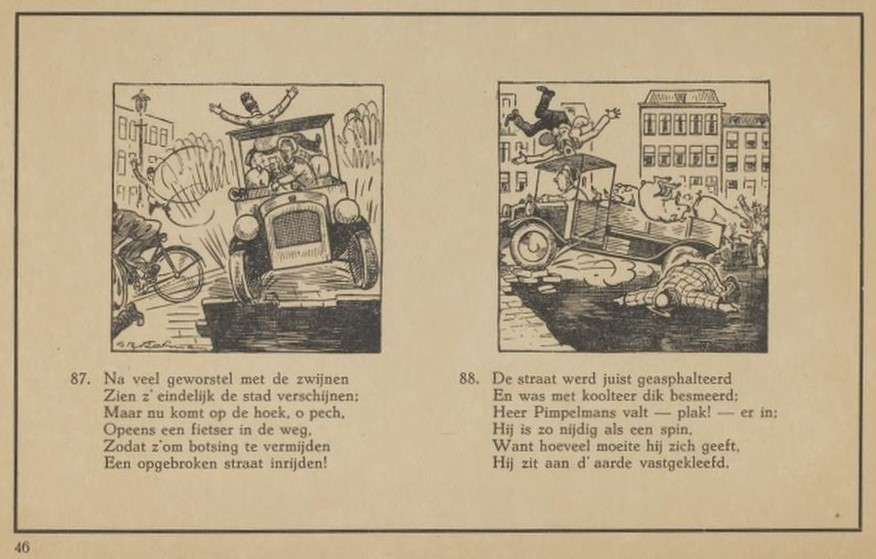
Nieuwe avonturen van mijnheer Pimpelmans

Onderstaande titels zijn, behalve de eerste twee, steeds ondertekststrips die hun eerste publicatie beleefden in kranten. Er werden meestal twee afleveringen per keer gepubliceerd, hoewel andere aantallen ook voorkomen. Er komen verschillende titelvarianten voor.
- Steffy's dolle bakvischjaren - De geschiedenis van een robbedoes (boekuitgave, 1923). Tekst: Magda Trott; online via Delpher.
- Het verhaal van den voerman (opgenomen in: Kerstklokken voor het kerstfeest 1923 : bevattende een stel overdrukken der nieuw verschenen kerstboekjes; boekuitgave, 1923). Tekst: Louise Femmina; online via Delpher.
- Hans en Piet (4 boekuitgaven, 1924); online via issuu.com (dl 1), issuu.com (dl 2), issuu.com (dl 3) en issuu.com (dl 4).
- Snuffelgraag en Knagelijntje (770 afl., 1924-1925). Tekst: Arie Pleysier (1924-1925). Deze reeks is later door Pleysier voortgezet (twee reeksen van elk 800 afl.) met tekeningen van Albert Funke Küpper.
- Uit de vaderlandsche historie van Cocquernico’s dierenrijk (364 afl., 1925-1926)
- Meneer Pimpelmans en z'n Fordje (150 afl., 1926-1927); online via issuu.com.
- De vermakelijke historie van de familie Van Emmen (92 afl., 1926-1927); online via issuu.com
- De luchtreis van de Pegasus  (124 afleveringen, 1926-1927); online via issuu.com
- Prinsesje Sterremuur (112 afl., 1927-1928)
- Koning Kikkerdik en z’n zoontje (120 afl., 1928); online via issuu.com.
- De apenstreken van Bobby (108 afl., 1928); online via issuu.com.
- Hortsik en Hobonk, of de wonderlijke droom van Hannes Mop (54 afl., 1928-1929); online via issuu.com.
- De wonderlijke reizen en avonturen van Toontje Ezelsvel (123 afl., 1929); online via issuu.com.
- Peter en zijn zusje (100 afl., 1929); online via issuu.com
- Sambo en Jocko (van een leeuw en een aap) (140 afl., 1929-1930)
- De ezel van Mijnheer Pimpelmans (82 afl., 1930)
- De geschiedenis van Piepneus en Bibbersnoet 1 (110 afl., 1930-1931)
- Nieuwe avonturen van mijnheer Pimpelmans (100 afl., 1931); online via Delpher
- Kapitein Klakkebos op leeuwenjacht (122 afl., 1931)
- Nieuwe avonturen van Piepneus en Bibbersnoet 2 (82 afl., 1932)
- Kapitein Klakkebos gaat naar Amerika (104 afl., 1932)
- Loze streken van Snoekie en Bolleboks (66 afl., onder pseudoniem Bartolid, 1932)
- Avonturen van Joosje Pinda en Pietje Roet (70 afl., 1932)
- Jim, de zoon van Bobby (110 afl., 1933)
- De gebroeders Knoopenschaar (106 afl., 1933)
- {De wereldreis van] Pietje Pluis en Jantje Joppe (116 afl., 1934)
- Meneer Pimpelmans gaat paardje rijden (100 afl., 1934)
- De gevolgen van een fietstocht (54 afl., 1934)
- Mientje en Saartje Peperneut (64 afl., 1935)
- De levensloop van Pieter Peuter (92 afl., 1935)
- Brammetje Flapoor en z’n vrinden (120 afl., 1935-1936); online via Delpher.
- Mijnheer Pimpelmans gaat en pension (122 afl., 1936); online via Delpher.
- Piepneus en Bibbersnoet [3] (120 afl., 1936-1937)
- Mijnheer Pimpelmans heeft alweer pech (104 afl., 1936-1937)
- Jantje Welgemoed en zijn vader (116 afl., 1937)
- De wereldreis van professor Spuyt (108 afl., 1937-1938)
- Pietje Pluis en Jantje Joppe beleven nieuwe avonturen (120 afl., 1937-1938)
- De betoverde kanarievogel (12 afl., 1939)
- Jantje Kruizemunt krijgt ’n erfenis (122 afl., 1939)
- De noodlottige voetbalpartij (18 afl., 1939)
- Hoe Sam en Slokkie op reis gingen (102 afl., 1939-1940)
- Hoe Jantje uit kersenplukken ging (15 afl., 19...). Het verhaaltje is in ieder geval in 1949 gepubliceerd.
- O jongens, wat een ongeluk (?? afl., 19...). Bron voor deze titel: stripkatalogus Hans Matla. Verdere gegevens ontbreken.

## Trivia
- In de stripheldenbuurt in Almere is de Gerrit Th. Rotmanlaan naar hem vernoemd. In diezelfde buurt is ook het Pietje Pluisplantsoen naar een werk van hem vernoemd.